# الأسطول المشترك
كان الأسطول المشترك (聯合 艦隊، رينغو كانتاي) المكون الرئيسي لبحرية أعالي البحار في البحرية الإمبراطورية اليابانية. حتى عام 1933م، لم يكن الأسطول المشترك مؤسسة دائمة، لكنه كان قوة مؤقتة تشكلت طوال فترة الصراع أو خلال المناورات البحرية الرئيسية من وحدات مختلفة، عادة تحت أوامر منفصلة في وقت السلم.

## كتب
- D'Albas، Andrieu (1965). Death of a Navy: Japanese Naval Action in World War II. Devin-Adair Pub. ISBN:0-8159-5302-X.
- Dull، Paul S. (1978). A Battle History of the Imperial Japanese Navy, 1941–1945. Naval Institute Press. ISBN:0-87021-097-1.

## وصلات خارجية
- Nishida، Hiroshi. "Imperial Japanese Navy". مؤرشف من الأصل في 2013-01-30. اطلع عليه بتاريخ 2007-08-25.
- Wendel، Marcus. "Axis Database". مؤرشف من الأصل في 2019-04-16. اطلع عليه بتاريخ 2007-08-25.
- World War II Armed Forces – Orders of Battle and Organizations
- Nihon Kaigun